# هوي لونغ
هوي لونغ (بالإنجليزية: Howie Long)‏ هو لاعب كرة قدم أمريكية وممثل أمريكي، ولد في 6 يناير 1960 في تشارلستون، ماساتشوستس (الولايات المتحدة). من الجوائز التي نالها قاعة مشاهير محترفي كرة القدم.

## أعمال

### أفلام
- (1996) أسهم مكسورة[6]

## جوائز
- قاعة مشاهير محترفي كرة القدم

## وصلات خارجية
- هوي لونغ على موقع مرجع كرة القدم المحترفة.كوم (الإنجليزية)

- هوي لونغ على موقع IMDb (الإنجليزية)
- هوي لونغ على موقع إن إن دي بي (الإنجليزية)
- هوي لونغ على موقع قاعدة بيانات الفيلم (الإنجليزية)